# 明治神宮競技大会サッカー競技
この項目では1924年度（第1回）から1942年度（第13回）まで開催された明治神宮競技大会（めいじじんぐうきょうぎたいかい）におけるサッカー競技（ア式蹴球）について記載する。

## 歴史
1924年度より内務省主催の総合競技大会である明治神宮競技大会が始まるにあたり、日本蹴球協会（JFA）では、明治神宮に奉ずるからには国内で最高の大会であるべきだろうという考えから、1921年より毎年実施している全日本選手権の決勝大会と兼ねて行うことに決めた。大会の主催は内務省に移ったが、運営自体はJFA関係者が担当した。
第3回（1926年度）では文部省方面から明治神宮大会への学生の参加は認められないという横槍が入り、それでは全日本選手権の本来の趣旨から外れてしまうということで全日本選手権と明治神宮大会は切り離され別個に開催されることになった。しかし翌年1月から2月ごろの開催を予定していた全日本選手権は、1926年12月に大正天皇の崩御があったため中止された。第4回（1927年度）からはまた学生の参加が認められたので、全日本選手権を兼ねる形に戻った。この第4回から明治神宮大会の開催ペースが隔年（奇数年）に変更されたため、合間の偶数年には単独で全日本選手権が開かれるようになった。
1935年には新たにJFAの主催する全日本総合選手権大会（単に全日本選手権と表記されることもある）というトーナメントが始まり、日本一を決める全国大会が並立する状況が生まれたが、この年以降については、全日本総合選手権大会が正統な全日本選手権とされている。従来、全日本選手権の優勝チームに与えられてきたフットボール・アソシエーションより寄贈されたFA杯は、1935年以降も引き続き明治神宮大会の優勝チームに授与され、全日本総合選手権の勝者にはJFA杯（日本蹴球協会杯）が授与された。
第9回（1937年度）からは従来の兼全日本地方対抗選手権大会から改め明治神宮選手権大会として実施された。この年が優勝チームにFA杯が授与された最後になった。
第10回（1939年度）から大会の主催が厚生省に移り、選手権大会ではなく国民体育大会の中央大会という位置づけに変わった。サッカー部門は一般、師範学校、中等学校の3カテゴリーのトーナメントからなり、一般部門は地方対抗、師範学校と中等学校の各部門は府県対抗という形式をとった。わずか15分のみながら天覧試合として神戸一中対広島師範のエキシビションマッチが行われ、神戸一中が1-0で勝った。この第10回からは、出場チームの選手たちが寝食を共にして連日合同でトレーニングを受けるという「錬成合宿」も併せて行われるようになった。師範学校、中等学校選手計430人が増上寺に、一般選手170人がその付近の神社に泊まりこんだ。
第11回（1940年度）は通常であれば明治神宮大会のない年だったが、紀元2600年奉祝を記念して開催された。前回同様に錬成合宿があり、一般の部を除く800人が浅草本願寺とその周辺に集まった。
第12回（1941年度）、一般の部では参加チームの要件が会社単位に改められた。平壌日穀が優勝したが、同チームを応援する観客たちが試合終了後喜びのあまりピッチ上に流れ込んだことが問題視され、結局朝鮮蹴球協会は優勝権の返上を決めた。高等師範は単独でのカテゴリー分けはなくなり、中等学校の部に含まれるようになった。
第13回（1942年度）は大会名が明治神宮国民錬成大会と改めて開催された。

## 結果
| 回数（年度）   | 回数（年度）  | 優勝               | スコア | 準優勝             | 備考                                              | 出典          |
| -------------- | ------------- | ------------------ | ------ | ------------------ | ------------------------------------------------- | ------------- |
| 第1回（1924）  | 第1回（1924） | 広島一中鯉城クラブ | 1-0    | 全御影師範クラブ   | 第4回全日本選手権を兼ねる                         |               |
| 第2回（1925）  | 第2回（1925） | 鯉城蹴球団         | 3-0    | 東京帝国大学       | 第5回全日本選手権を兼ねる                         |               |
| 第3回（1926）  | 第3回（1926） | 大阪サッカークラブ | 2-0    | 仙台サッカークラブ |                                                   |               |
| 第4回（1927）  | 第4回（1927） | 神戸一中クラブ     | 2-0    | 鯉城クラブ         | 第7回全日本選手権を兼ねる                         |               |
| 第5回（1929）  | 第5回（1929） | 関学クラブ         | 3-0    | 法政大学           | 第9回全日本選手権を兼ねる                         |               |
| 第6回（1931）  | 第6回（1931） | 東京帝大LB         | 5-1    | 興文中学           | 第11回全日本選手権および第1回全国地方対抗を兼ねる |               |
| 第7回（1933）  | 第7回（1933） | 東京OBクラブ       | 4-1    | 仙台サッカークラブ | 第13回全日本選手権および第3回全国地方対抗を兼ねる |               |
| 第8回（1935）  | 第8回（1935） | 全京城蹴球団       | 2-0    | 慶應               | 第4回全国地方対抗を兼ねる                         |               |
| 第9回（1937）  | 第9回（1937） | 早大WMW            | 2-1    | 清津蹴球団         | 最後のFA杯授与                                    |               |
| 第10回（1939） | 一般          | 咸興蹴球団         | 3-0    | 慶應BRB            |                                                   | [ 8 ] [ 16 ]  |
| 第10回（1939） | 師範          | 広島師範           | 1-0    | 京都               |                                                   | [ 8 ] [ 16 ]  |
| 第10回（1939） | 中学          | 神戸一中           | 1-0    | 明星商業           |                                                   | [ 8 ] [ 16 ]  |
| 第11回（1940） | 一般          | 咸興蹴球団         | 6-0    | 芙蓉クラブ         |                                                   | [ 10 ] [ 17 ] |
| 第11回（1940） | 師範          | 広島師範、豊島師範 | 0-0    | （両チーム優勝）   |                                                   | [ 10 ] [ 17 ] |
| 第11回（1940） | 中学          | 中東               | 4-0    | 明星商             |                                                   | [ 10 ] [ 17 ] |
| 第12回（1941） | 一般          | 平壌日穀           | 3-2    | 茨城日立           |                                                   | [ 18 ] [ 19 ] |
| 第12回（1941） | 中学          | 神戸一中、普成     | 2-2    | （両チーム優勝）   |                                                   | [ 18 ] [ 19 ] |
| 第13回（1942） | 一般          | 平壌兵友           | 2-1    | 日立製作所         |                                                   | [ 20 ] [ 21 ] |
| 第13回（1942） | 中学          | 神戸一中、青山師範 | 2-2    | （両チーム優勝）   |                                                   | [ 20 ] [ 21 ] |